# Down Field
Down Field – osada w Anglii, w Cambridgeshire. Leży 19 km od miasta Cambridge. W 2015 miejscowość liczyła 635 mieszkańców.